# Bahnstrecke Małdyty–Malbork
| Lage |                                                 |                                                     |                                                     |
| Streckennummer: | PKP 222                                         |                                                     |                                                     |
| Kursbuchstrecke (PKP): | 504                                             |                                                     |                                                     |
| Kursbuchstrecke: | DR: 117b (1934) 135 c (1944)                    |                                                     |                                                     |
| Streckenlänge: | 55,514 km                                       |                                                     |                                                     |
| Spurweite: | 1435 mm (Normalspur)                            |                                                     |                                                     |
| Streckengeschwindigkeit: | Małdyty–Myślice 70 km/h Myślice–Malbork 30 km/h |                                                     |                                                     |
| |                                                 |                                                     |                                                     |
| \| \| \| Bahnstrecke Warszawa–Gdańsk von Tczew \| \| \| \| 55,514 \| Malbork (Marienburg (Westpr.) [Stsbf]) \| 15 m \| \| \| \| Bahnstrecke Warszawa–Gdańsk nach Prabuty \| \| \| \| \| Bahnstrecke Toruń–Malbork nach Kwidzyn \| \| \| \| \| Bahnstrecke Malbork–Braniewo nach Elbląg \| \| \| \| \| Schmalspurbahn Malbork–Świetliki \| \| \| \| 46,430 \| Szropy (Schropp) \| 23 m \| \| \| \| Tina \| \| \| \| 43,101 \| Tropy Igły (Tropp-Iggeln) \| 40 m \| \| \| 36,228 \| Waplewo Wielkie (Groß Waplitz / Großwaplitz) \| 57 m \| \| \| 32,933 \| Morany (ab 1973[1]) \| 60 m \| \| \| 31[2] \| Dzierzgoń Most (1948–1949) \| Dzierzgoń Most (1948–1949) \| \| \| \| Dzierzgoń (Sorge) \| \| \| \| \| Anschluss \| \| \| \| 27,678 \| Dzierzgoń (Christburg) \| 55 m \| \| \| 24,620 \| Prakwice (Prökelwitz) \| 69 m \| \| \| \| Dzierzgoń (Sorge) \| \| \| \| \| Bahnstrecke Elbing–Miswalde von Elbing \| \| \| \| \| Bahnstrecke Miswalde–Riesenburg von Riesenburg \| \| \| \| 16,695 \| Myślice (Miswalde) \| 90 m \| \| \| \| Bahnstrecke Liebemühl–Miswalde nach Liebemühl \| \| \| \| \| Dzierzgoń (Sorge) \| \| \| \| \| Woiwodschaft Pommern / Woiwodschaft Ermland-Masuren \| \| \| \| 9,954 \| Połowite (Pollwitten) \| 106 m \| \| \| 4,772 \| Budwity (Ebenhöh (Ostpr); ab 1925[3]) \| 122 m \| \| \| \| Kanał Elbląski (Oberländischer Kanal) \| \| \| \| \| Bahnstrecke Olsztyn–Bogaczewo von Bogaczewo \| \| \| \| 0,000 \| Małdyty (Maldeuten) \| 110 m \| \| \| \| Bahnstrecke Olsztyn–Bogaczewo nach Olsztyn Główny \| \| |                                                 |                                                     |                                                     |
| Strecke |                                                 | Bahnstrecke Warszawa–Gdańsk von Tczew               | Bahnstrecke Warszawa–Gdańsk von Tczew               |
| Bahnhof | 55,514                                          | Malbork (Marienburg (Westpr.) [Stsbf])              | 15 m                                                |
| Abzweig geradeaus und nach rechts |                                                 | Bahnstrecke Warszawa–Gdańsk nach Prabuty            | Bahnstrecke Warszawa–Gdańsk nach Prabuty            |
| Abzweig geradeaus und nach rechts |                                                 | Bahnstrecke Toruń–Malbork nach Kwidzyn              | Bahnstrecke Toruń–Malbork nach Kwidzyn              |
| Abzweig ehemals geradeaus und nach links |                                                 | Bahnstrecke Malbork–Braniewo nach Elbląg            | Bahnstrecke Malbork–Braniewo nach Elbląg            |
| Kreuzung geradeaus unten (Strecken außer Betrieb) |                                                 | Schmalspurbahn Malbork–Świetliki                    | Schmalspurbahn Malbork–Świetliki                    |
| Bahnhof (Strecke außer Betrieb) | 46,430                                          | Szropy (Schropp)                                    | 23 m                                                |
| Brücke über Wasserlauf (Strecke außer Betrieb) |                                                 | Tina                                                | Tina                                                |
| Bahnhof (Strecke außer Betrieb) | 43,101                                          | Tropy Igły (Tropp-Iggeln)                           | 40 m                                                |
| Bahnhof (Strecke außer Betrieb) | 36,228                                          | Waplewo Wielkie (Groß Waplitz / Großwaplitz)        | 57 m                                                |
| Haltepunkt / Haltestelle (Strecke außer Betrieb) | 32,933                                          | Morany (ab 1973)                                    | 60 m                                                |
| Bahnhof (Strecke außer Betrieb) | 31                                              | Dzierzgoń Most (1948–1949)                          | Dzierzgoń Most (1948–1949)                          |
| Brücke über Wasserlauf (Strecke außer Betrieb) |                                                 | Dzierzgoń (Sorge)                                   | Dzierzgoń (Sorge)                                   |
| Abzweig geradeaus und von links (Strecke außer Betrieb) |                                                 | Anschluss                                           | Anschluss                                           |
| Bahnhof (Strecke außer Betrieb) | 27,678                                          | Dzierzgoń (Christburg)                              | 55 m                                                |
| Haltepunkt / Haltestelle (Strecke außer Betrieb) | 24,620                                          | Prakwice (Prökelwitz)                               | 69 m                                                |
| Brücke über Wasserlauf (Strecke außer Betrieb) |                                                 | Dzierzgoń (Sorge)                                   | Dzierzgoń (Sorge)                                   |
| Abzweig geradeaus und von links (Strecke außer Betrieb) |                                                 | Bahnstrecke Elbing–Miswalde von Elbing              | Bahnstrecke Elbing–Miswalde von Elbing              |
| Abzweig geradeaus und von rechts (Strecke außer Betrieb) |                                                 | Bahnstrecke Miswalde–Riesenburg von Riesenburg      | Bahnstrecke Miswalde–Riesenburg von Riesenburg      |
| Bahnhof (Strecke außer Betrieb) | 16,695                                          | Myślice (Miswalde)                                  | 90 m                                                |
| Abzweig geradeaus und nach rechts (Strecke außer Betrieb) |                                                 | Bahnstrecke Liebemühl–Miswalde nach Liebemühl       | Bahnstrecke Liebemühl–Miswalde nach Liebemühl       |
| Brücke über Wasserlauf (Strecke außer Betrieb) |                                                 | Dzierzgoń (Sorge)                                   | Dzierzgoń (Sorge)                                   |
| Grenze (Strecke außer Betrieb) |                                                 | Woiwodschaft Pommern / Woiwodschaft Ermland-Masuren | Woiwodschaft Pommern / Woiwodschaft Ermland-Masuren |
| Bahnhof (Strecke außer Betrieb) | 9,954                                           | Połowite (Pollwitten)                               | 106 m                                               |
| Bahnhof (Strecke außer Betrieb) | 4,772                                           | Budwity (Ebenhöh (Ostpr); ab 1925)                  | 122 m                                               |
| Brücke über Wasserlauf (Strecke außer Betrieb) |                                                 | Kanał Elbląski (Oberländischer Kanal)               | Kanał Elbląski (Oberländischer Kanal)               |
| Abzweig ehemals geradeaus und von links |                                                 | Bahnstrecke Olsztyn–Bogaczewo von Bogaczewo         | Bahnstrecke Olsztyn–Bogaczewo von Bogaczewo         |
| Bahnhof | 0,000                                           | Małdyty (Maldeuten)                                 | 110 m                                               |
| Strecke |                                                 | Bahnstrecke Olsztyn–Bogaczewo nach Olsztyn Główny   | Bahnstrecke Olsztyn–Bogaczewo nach Olsztyn Główny   |

Die Bahnstrecke Małdyty–Malbork (deutsch Maldeuten–Marienburg) verband die Bahnhöfe Małdyty und Malbork im nördlichen Polen. Die Strecke wurde von der Preußischen Staatsbahn zwischen Maldeuten in Ostpreußen und Marienburg in Westpreußen erbaut.

## Geschichte

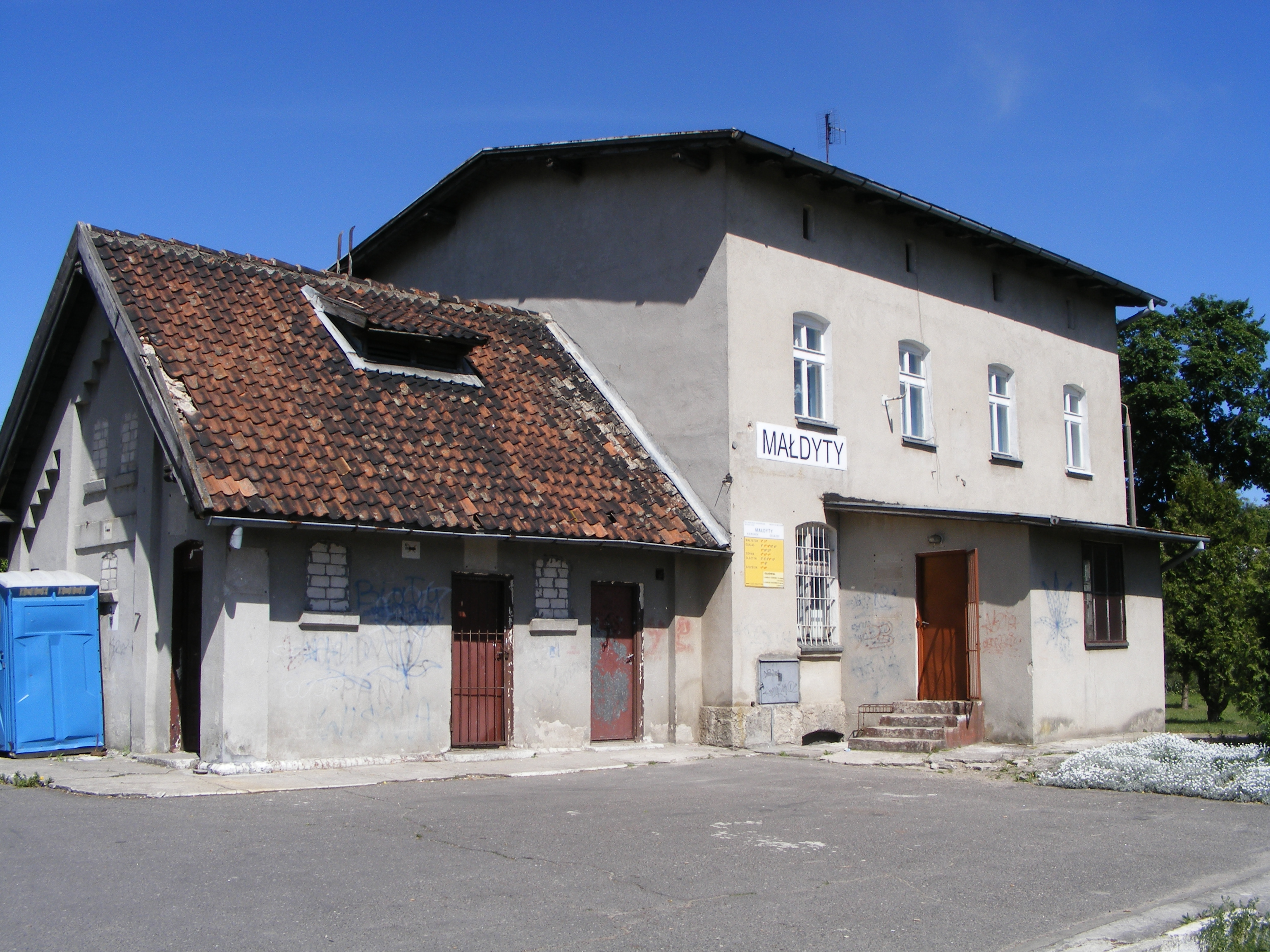
Bahnhof Małdyty

Die Bahnstrecke zwischen Maldeuten und Marienburg wurde am 1. September 1893 eröffnet. Zwischen Maldeuten und Miswalde wurde die Strecke 1917 zweigleisig ausgebaut. Das zweite Gleis wurde nach dem Zweiten Weltkrieg entfernt. Andere Quellen besagen, dass zwar das Planum für das zweite Gleis vorbereitet, dieses jedoch nie gelegt wurde.
Nach dieser Quelle soll die gesamte Strecke bis Juni 1945 komplett abgebaut und das gewonnene Material in die Sowjetunion verbracht worden sein. 1948 wurde zunächst der Abschnitt von Malbork (Marienburg) bis zum nur dafür eröffneten Bahnhof Dzierzgoń Most („Christburg Brücke“) wieder in Betrieb genommen, im selben Jahr noch der Abschnitt von Małdyty (Maldeuten) nach Myślice (Miswalde), der Lückenschluss erfolgte 1949 nach Wiederherstellung der Brücke bei Dzierzgoń (Christburg) über den Dzierzgoń (Sorge), der Bahnhof Dzierzgoń Most wurde wieder außer Betrieb genommen.
In den 1990er Jahren betrug die Höchstgeschwindigkeit im Abschnitt Małdyty–Myślice 70 km/h, während im Abschnitt Myślice–Malbork nur mit 30 km/h gefahren werden durfte.
Aufgrund des schlechten technischen Zustandes wurde der Personenverkehr am 1. Oktober 1999 und der Güterverkehr im Jahr 2000 eingestellt. Am 26. April 2004 fiel die Entscheidung, die Strecke stillzulegen. 2006 wurde der Streckenabschnitt Dzierzgoń–Malbork und 2008 der Abschnitt Małdyty–Dzierzgoń abgebaut.